# Cazonci
Cazonci o irecha, és el terme utilitzat en la cultura purépetxa per a denominar als seus governants. La cultura purépetxa es va desenvolupar a l'estat mexicà de Michoacán, aconseguint la seva esplendor durant els segles XV i XVI.
El cazonci exercia la màxima autoritat econòmica, jurídica i religiosa, la seva posició era privilegiada pel fet que se'l considerava representant dels déus. Podia assignar parcialitats dels territoris del seu domini, de la forma que ell considerés oportuna. Per a ajudar a la seva governació designava als caps locals de cada poble. El cazonci heretava regularment la seva posició als seus descendents en línia directa, o a familiars molt pròxims.